# قرون آمون
قرون عمون كانت عبارة عن قرون من الكبش، تُستخدم كرمز للإله المصري عمون (كما يُكتب آمون أو آمن). بسبب التشابه البصري، ارتبطوا أيضًا بأصداف الحفريات للحلزونات القديمة ورأسيات الأرجل، والتي تُعرف الآن باسم الأمونيت بسبب هذا الارتباط التاريخي.

## الأيقونية الكلاسيكية
عمون، في نهاية المطاف آمون رع، كان إلهًا في آلهة الآلهة المصرية نمت شعبيته على مر السنين، جاء المصريون القدماء لاتباع هذه الديانة لفترة، وأخذ أمنحتب وتوت عنخ آمون أسمائهم من إلههم. انتشر هذا الاتجاه، مع وصف الآلهة المصرية الأخرى أحيانًا بأنها جوانب من آمون.

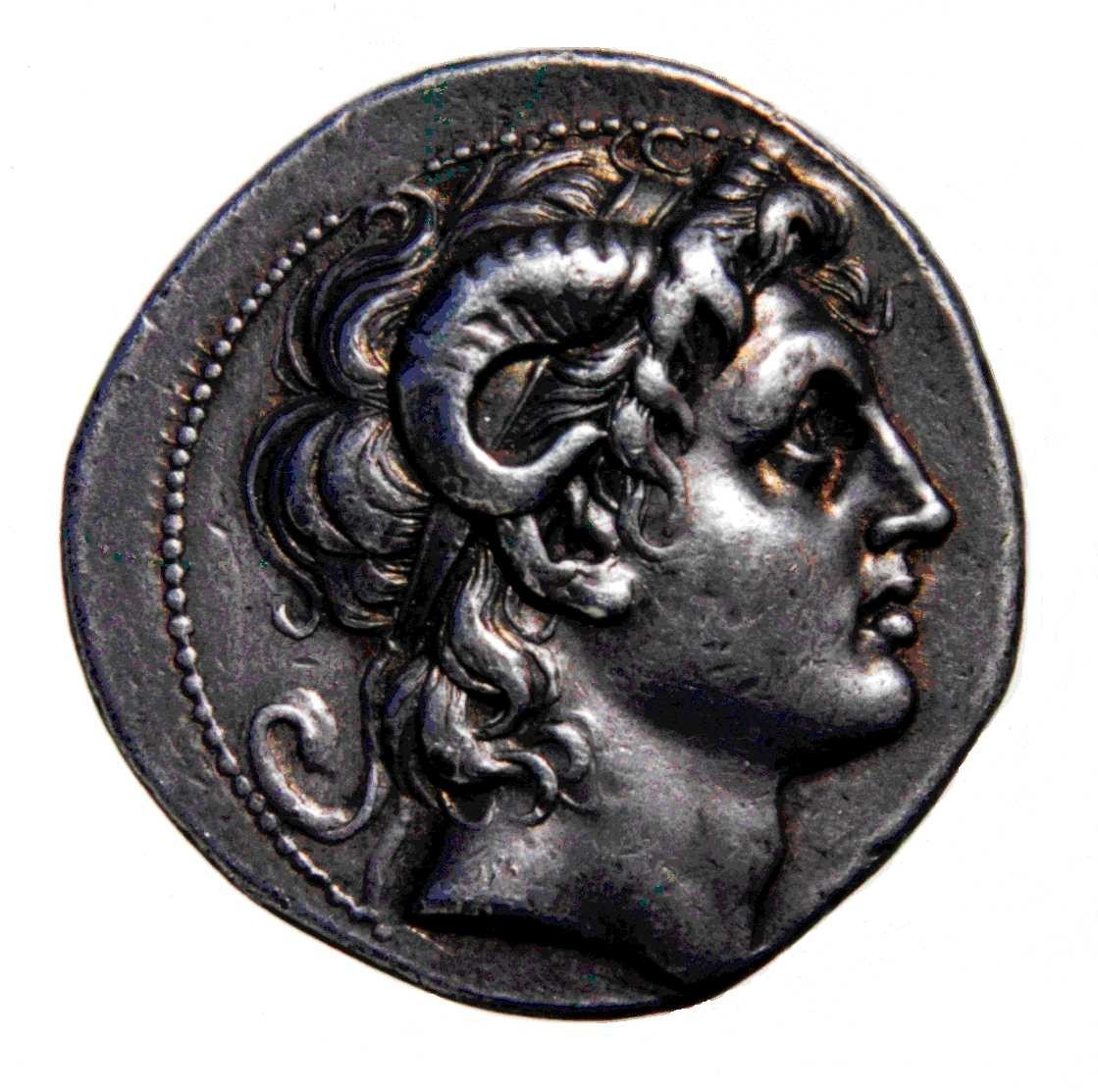
عملة معدنية تصور الإسكندر الأكبر، وعلى رأسه قرون عمون

غالبًا ما كان يتم تصوير عمون بقرون الكبش، بحيث أصبح هذا الإله رمزًا للسيادة، وقد تم تصوير الملوك والأباطرة مع قرون عمون على جانبي رؤوسهم بشكل جانبي، وكذلك الآلهة ليس فقط في مصر، ولكن مناطق أخرى، حتى أن كوكب المشتري كان يصور أحيانًا على أنه «جوبيتر عمون»، مليئًا بقرون عمون، بعد أن غزت روما مصر، كما كان الإله اليوناني الأعلى زيوس. استمر هذا التقليد لعدة قرون، حيث تمت الإشارة إلى الإسكندر الأكبر باسم «الرجل ذو القرنين»، في إشارة إلى تصويره على العملات المعدنية في الشرق الأوسط والتماثيل على أنها تحتوي على قرون عمون. تضمن تأليهه كفاتح إعلانه «ابن عمون» من قبل أوراكل في سيوة.

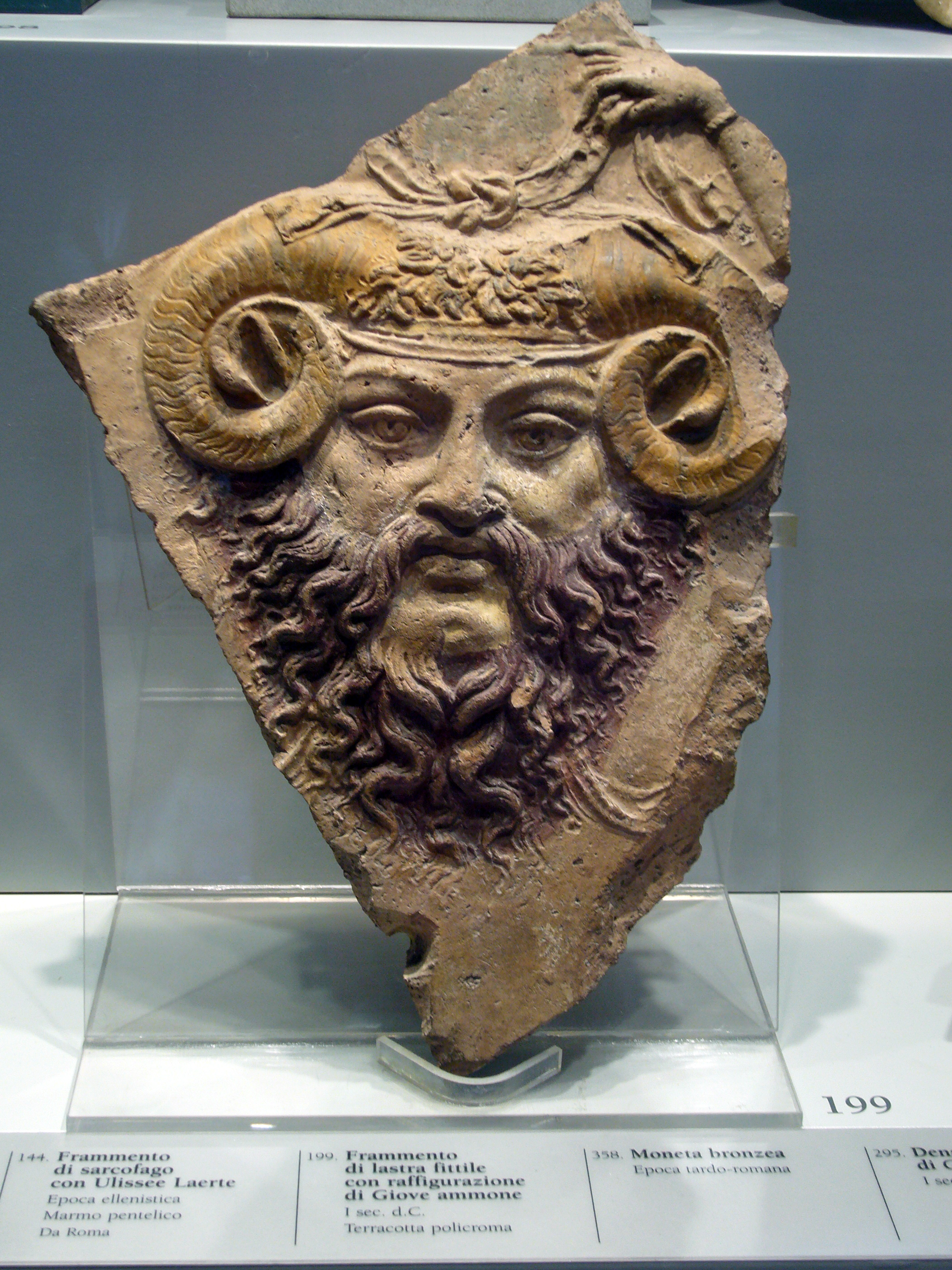
كوكب المشتري عمون، مصور في جزء من الطين

كان بليني الأكبر من أوائل الكتاب المعروفين بربطهم الأصداف الحلزونية بالإله عمون، مشيرًا إليهم باسم قرون أمون في كتابه هيستوريا الطبيعية. بالنظر إلى الندرة النسبية لأحافير الأمونيت في مصر، فقد يكون هذا قد نشأ مع أصداف الحلزون الأحفوري مثل هجين ناتيكا الموجودة في الحجر الجيري المقطم بالقرب من القاهرة.

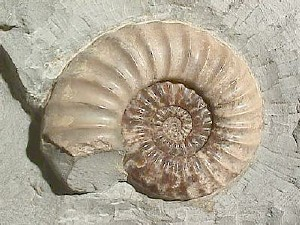
أمونيت أحفوري، يظهر لولبته الشبيهة بالقرن

أصبح الإسناد المباشر لقرون عمون مع قذائف رأسيات الأرجل الأحفورية أمرًا شائعًا خلال العصور الوسطى مع ذكر كتاب مثل جورجيوس أغريكولا وكونراد غيسنر. أدى ذلك إلى ارتباط واسع النطاق بلغ ذروته مع عالم الحفريات كارل ألفريد ريتر فون زيتل الذي أطلق على فئة الحيوانات أمونيت في عام 1848.